# Nathanail (Diakopanagiotis)
Nathanail (světským jménem: Filippos Diakopanagiotis; * 3. září 1960, Andimáchia) je řecký pravoslavný duchovní Konstantinopolského patriarchátu, arcibiskup a metropolita Kósu a Nisyrosu.

## Život
Narodil se 3. září 1960 v Andimáchii na ostrově Kós.
Základní vzdělání získal ve svém rodném městě a následně studoval na Hippokratově gymnáziu. Po středoškolském vzdělání začal studovat žurnalistiku v Athénách a vydával noviny se zemědělskou tematikou.
Stal se záložním důstojníkem a po propuštění z řad řecké amrady v hodnosti podporučíka odešel na studium Vyšší církevní školy v Athénách. Působil jako vedoucí táborů a podílel se na různých akcích pro mládež.
Dne 6. prosince 1985 byl postřižen na monacha a o den později byl metropolitou Karpathosu Amvrosiem (Panagiotidisem) rukopoložen na hierodiakona.
Dne 13. července 1986 byl rukopoložen na jerodiákona. Dále pokračoval ve studiu teologické fakulty univerzity v Athénách, kterou dokončil roku 1998.
V letech 1995-2009 byl protosynkelem metropolie Karpathos.
Dne 23. února 2009 byl Svatým synodem Konstantinopolského patriarchátu zvolen metropolitou Kósu a Nisyrosu.
Dne 8. března 2009 proběhla v chrámu svatého Jiří v Istanbulu jeho biskupská chirotonie. Světiteli byli patriarcha Bartoloměj I., metropolita Theodoropolisu Germanos (Athanasiadis), metropolita Karpathosu a Kasosu Amvrosios (Panagiotidis), metropolita Imvrosu a Tenedosu Kyrillos (Dragounis), metropolita Rakouska Michail (Staikos), metropolita Atlanty Alexios (Panagiotopoulos), metropolita Princových ostrovů Iakovos (Sofroniadis), metropolita Prokonnésu Iosif (Charkiolakis), metropolita Filadelfie Meliton (Karas), metropolita Sebastei Dimitrios (Kommatas), arcibiskup Ohridu Jovan (Vraniškovski).